# Desa Majalaya (administrativ by i Indonesien, lat -6,70, long 107,17)
Desa Majalaya är en administrativ by i Indonesien.   Den ligger i provinsen Jawa Barat, i den västra delen av landet, 60 km sydost om huvudstaden Jakarta.